# Hikari Suzuki
Hikari Suzuki (19 de noviembre de 2002) es una deportista japonesa que compite en natación sincronizada. Ganó tres medallas en el Campeonato Mundial de Natación, en los años 2022 y 2023.

## Palmarés internacional
| Campeonato Mundial | Campeonato Mundial | Campeonato Mundial | Campeonato Mundial |
| Año                | Lugar              | Medalla            | Prueba             |
| ------------------ | ------------------ | ------------------ | ------------------ |
| 2022               | Budapest (Hungría) | Medalla de plata   | Combinación libre  |
| 2022               | Budapest (Hungría) | Medalla de bronce  | Equipo libre       |
| 2023               | Fukuoka (Japón)    | Medalla de bronce  | Rutina acrobática  |